# Sankt Georgen ob Judenburg
Sankt Georgen ob Judenburg osztrák község Stájerország Mura-völgyi járásában. 2017 januárjában 843 lakosa volt.  

## Elhelyezkedése

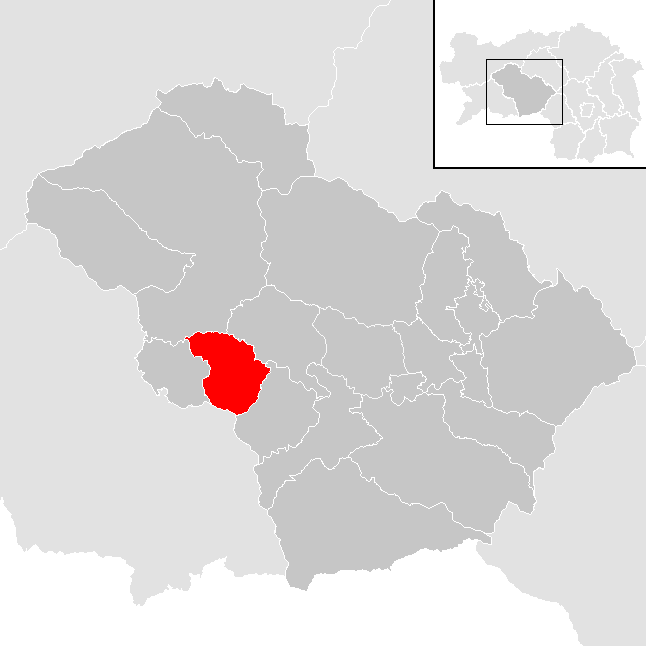
Sankt Georgen ob Judenburg a Mura-völgyi járásban

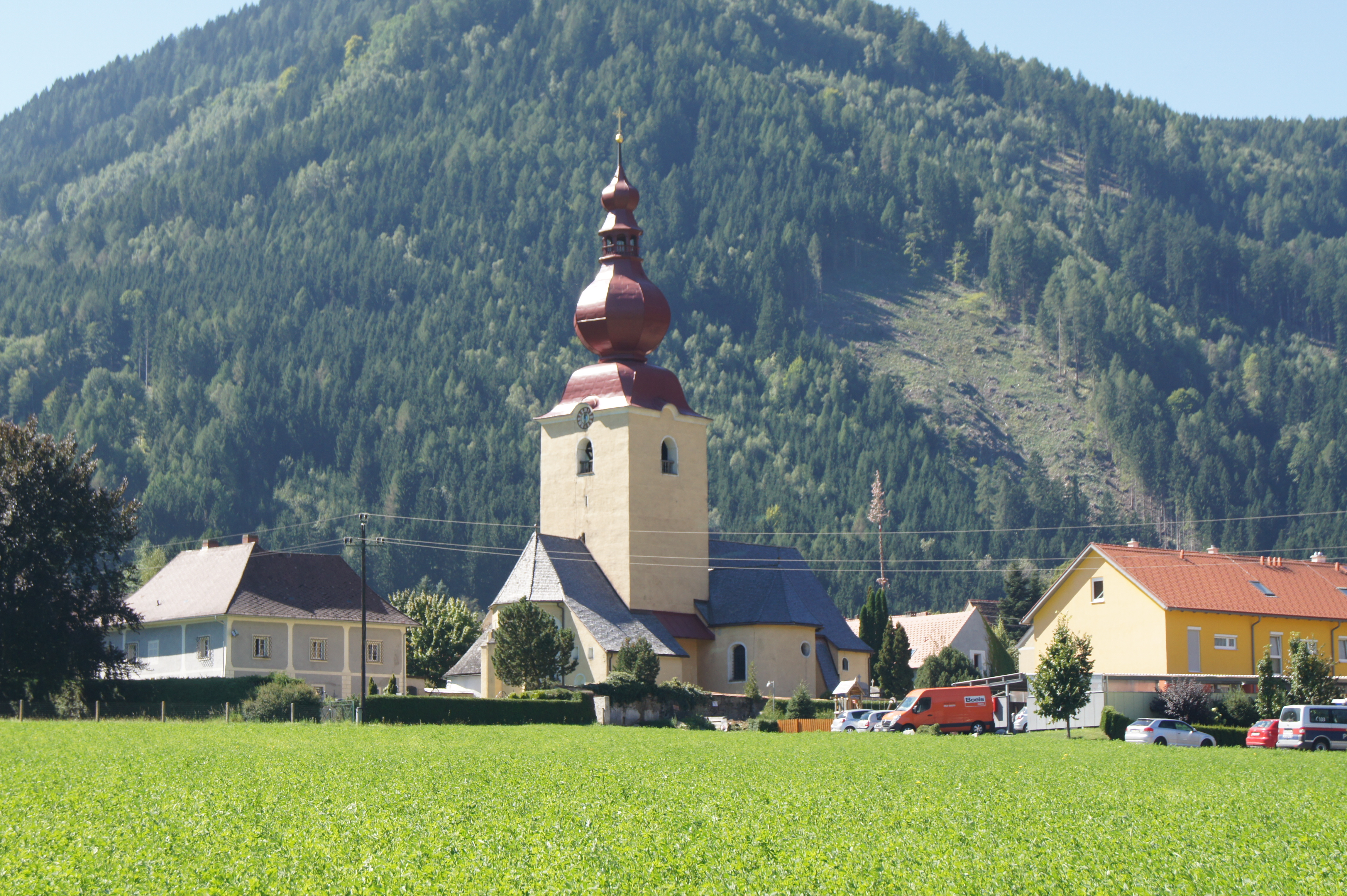
A Szt. György-plébániatemplom

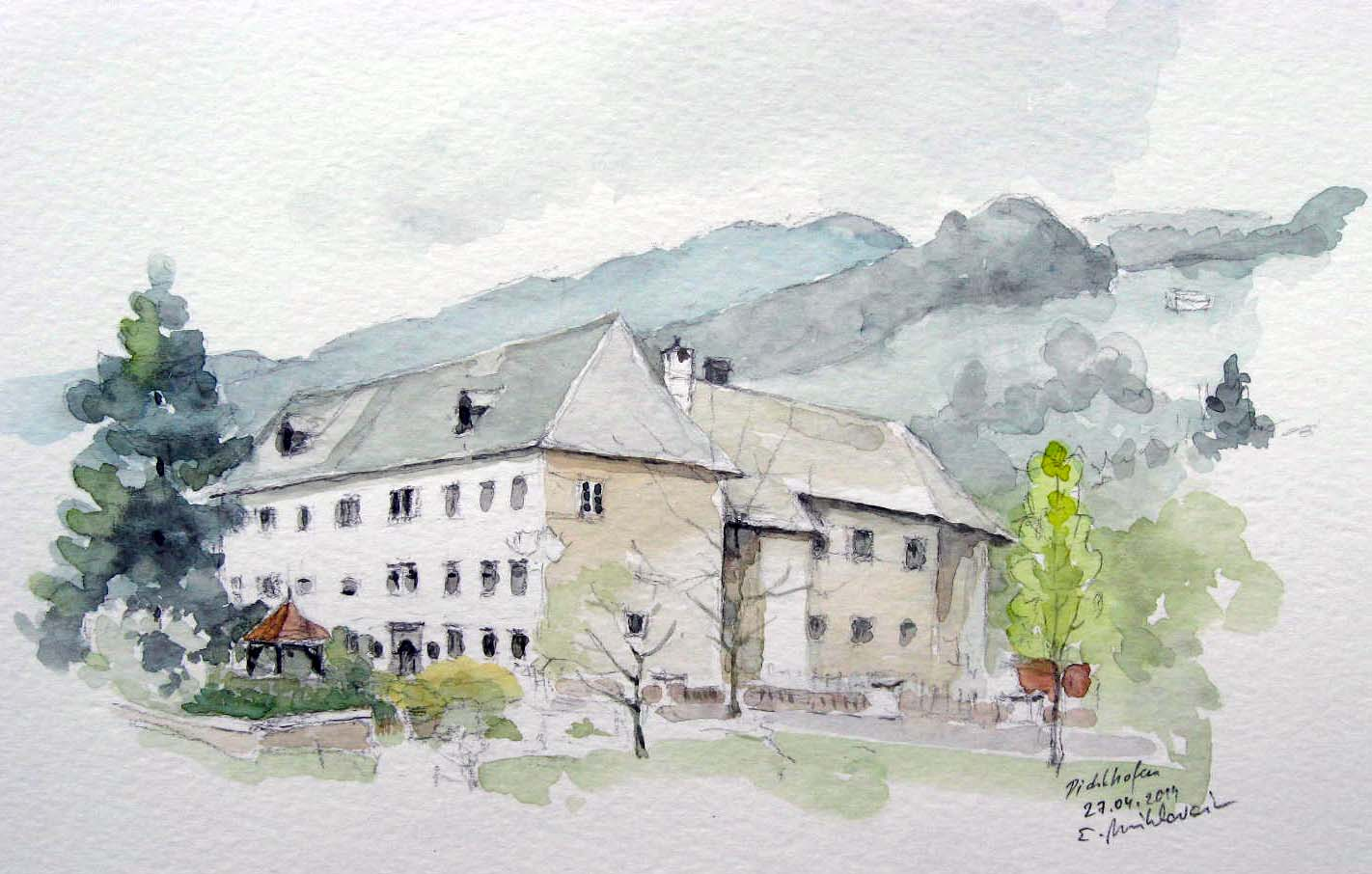
A Pichlhofen-kastély

Sankt Georgen ob Judenburg Felső-Stájerországban fekszik, a Mura mentén. Tőle délre találhatóak a Seetali-Alpok hegyei és a 2396 méteres Zirbitzkogel tömbje. Legfontosabb útvonala a Mura völgyében haladó, Judenburgot St. Veit an der Glannal összekötő B 317 főút (Friesacher Straße). Az önkormányzathoz 4 település tartozik: Pichlhofen (191 lakos), Sankt Georgen ob Judenburg (368), Scheiben (194) és Wöll (117).
A környező önkormányzatok: nyugatra Unzmarkt-Frauenburg, északra Pölstal, északkeletre Pöls-Oberkurzheim, délkeletre Sankt Peter ob Judenburg, délnyugatra Scheifling.

## Története
A község területe már a késő bronzkorban is lakott volt, erről tanúskodik a régészek által talált kard. A római időkben a Mura völgye mentén haladt az Itáliát a Dunával összekötő noricumi főútvonal. A mai St. Georgennél egy lóváltó pihenőállomás állt Ad pontem ("a hídnál") megjelöléssel. A 6. század végén szlávok települtek meg a régióban, majd a 8. század második felében bajorok érkeztek. A 10. században a mai főtér helyén a Praitenfurt nemesi család majorsága állt. A család építtette a Szt. Györgynek szentelt templomot, amely után az először 1277-ben említett falu a nevét kapta. A 11-12. században a falu előbb az Eppenstein, majd a Liechtenstein családé volt.
1480-ban a törökök, 1797-ben pedig Napóleon francia katonái prédálták fel a falut.
A községi önkormányzat 1849/50-ben alakult meg. 1878. május 25-én tűzvész pusztított el a település nagy részét. Az önkormányzat mai formájában 1961-ben jött létre, a szomszédos Pichlhofen, Scheiben és Wöll községek csatlakozásával. 

## Lakosság
A Sankt Georgen ob Judenburg-i önkormányzat területén 2017 januárjában 843 fő élt. A lakosságszám 1939 óta (akkor 1233 fő) csökkenő tendenciát mutat. 2015-ben a helybeliek 97,5%-a volt osztrák állampolgár; a külföldiek közül 0,7% a régi (2004 előtti), 1,5% az új EU-tagállamokból érkezett. 2001-ben a lakosok 93,4%-a római katolikusnak, 1,6% evangélikusnak, 3,9% pedig felekezet nélkülinek vallotta magát. Ugyanekkor 38 magyar (3,8%) élt a községben.

## Látnivalók

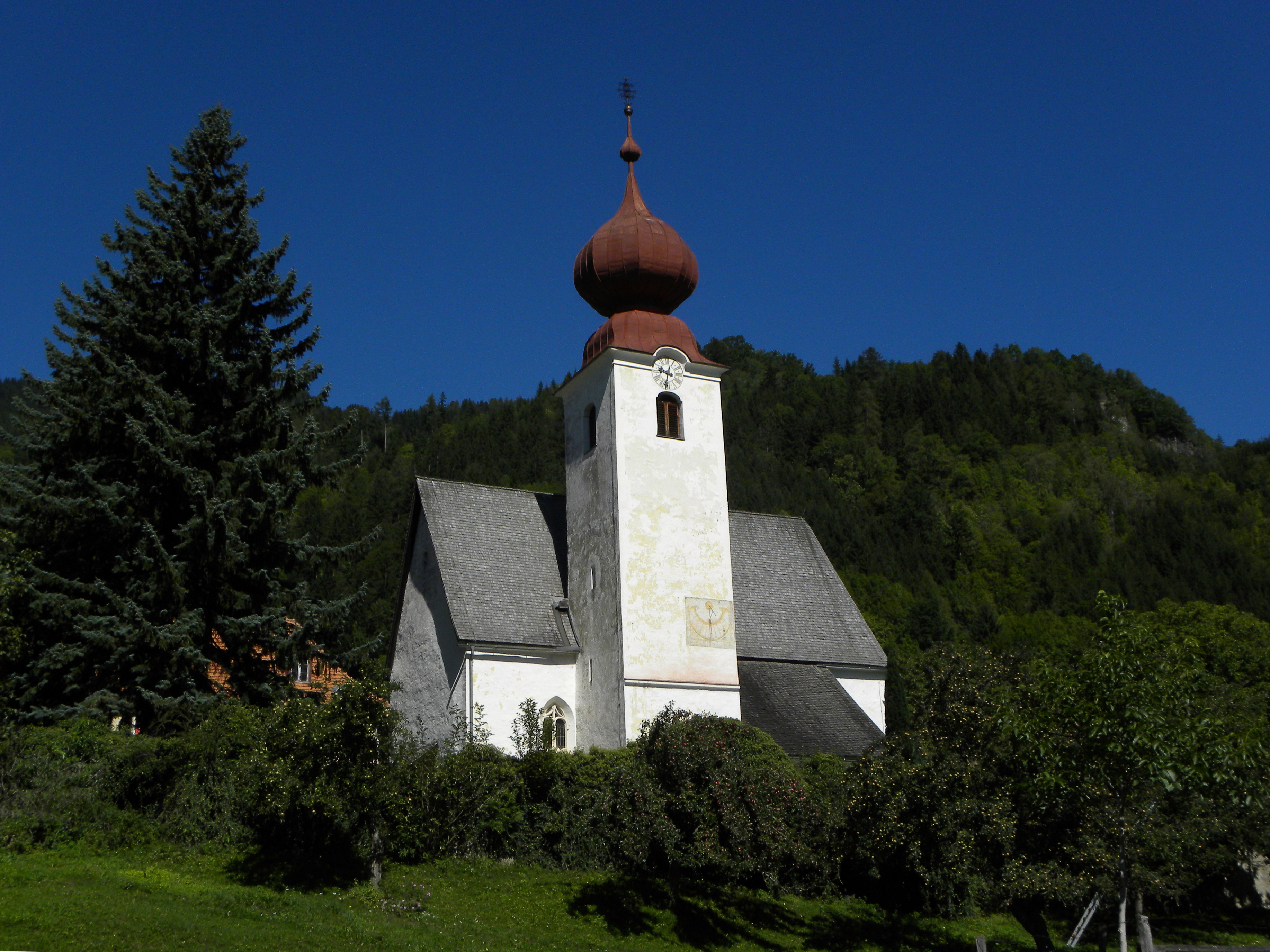
A scheibeni Szt. János-templom

- a Pichlhofen-kastély mai formáját 1580-1608 között nyerte el.
- a Szt. György plébániatemplom restaurálásakor a 13. század elejéről származó román stílusú freskókra bukkantak. A műemlék plébánia 1766-ban készült el.
- Scheiben Szt. János-plébániatemploma
- 17. századi stájer parasztház és füstölő

## Fordítás
- Ez a szócikk részben vagy egészben  a   Sankt Georgen ob Judenburg című német Wikipédia-szócikk ezen változatának fordításán alapul.  Az eredeti cikk szerkesztőit annak laptörténete sorolja fel. Ez a jelzés csupán a megfogalmazás eredetét és a szerzői jogokat jelzi, nem szolgál a cikkben szereplő információk forrásmegjelöléseként.